# Géologie de la région volcanique de Lassen

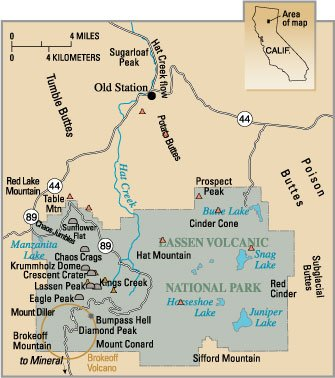
Éruptions âgées de moins de 70000 ans dans la région. Le cercle indique la base du mont Tehama, un énorme volcan aujourd'hui disparu.

La géologie de la région volcanique de Lassen se caractérise par des phénomènes de sédimentation et d'activités volcaniques. Elle distingue la région du parc national volcanique de Lassen, dans le nord de la Californie, aux États-Unis, à l'extrémité méridionale de la chaîne des Cascades.
Les phénomènes géologiques dans la région sont causés par la collision de la plaque tectonique nord-américaine avec d'autres plaques océaniques depuis des millions d'années. Un phénomène de subduction s'est ainsi mis en place durant les 30 derniers millions d'années, créant tout une chaîne de volcans de la Californie jusqu'en Colombie-Britannique, au Canada.
Il y a trois à quatre millions d'années, des coulées volcaniques (lahars) se sont produites depuis plusieurs grands volcans environnants (dont les mont Yana et mont Maidu désormais disparus) pour constituer la formation de Tuscan. Des coulées de laves basaltiques puis andésitique et dacitique se sont ensuite déposées sur la région, formant un plateau volcanique sur lequel le parc est situé. Il y a 600 000 ans, le mont Tehama, un stratovolcan, commence à grandir au sud-ouest de la zone du parc pour atteindre, selon les estimations, une altitude d'environ 3 300 m. À la suite d'une série d'éruptions il y a environ 350 000 ans, le cône du volcan s'est effondré sur lui-même, formant une caldeira de près de 3 km de largeur.
Il y a environ 27 000 ans un dôme de lave en dacite s'est formé sur le flanc nord-est des vestiges de l'ancien volcan pour constituer un nouveau volcan, plus petit, dénommé pic Lassen. Ce volcan s'est fait ensuite éroder par des glaciers il y a entre 25 000 et 18 000 ans, durant la glaciation du Wisconsin. Par la suite, de plus petits dômes se sont formés à proximité comme le Chaos Crags il y a environ 1 100 ans. Des éruptions de vapeurs provenant d'eau chauffée de nappes phréatiques ainsi que des coulées de laves dacitiques et andésitiques continuent à voir le jour à proximité du cône. La plus célèbre formation de cette période récente (XVIIIe siècle) se dénomme Cinder Cone and the Fantastic Lava Beds. Le pic Lassen entre également en éruption entre 1914 et 1921. Depuis, le volcan s'est endormi, bien que des fumerolles soient toujours en activité, et il est possible qu'il puisse se réveiller à nouveau.

## Géologie
La région est située à l'extrémité méridionale de la chaîne des Cascades, qui s'étend de la Californie jusqu'au Canada sur plus de 800 km. Le pic Lassen et seize autres volcans importants de la chaîne des Cascades constituent une partie d'un ensemble important de volcans connu sous le nom de Ceinture de feu du Pacifique. Les volcans des Cascades sont alimentés par la chaleur transmise par la subduction des plaques tectoniques de Gorda et de Juan de Fuca sous la bien plus grande plaque nord-américaine.
Située à environ 500 km au large des côtes, le centre de la plaque de Gorda s'enfonce chaque année de près de 2,5 cm vers l'Amérique du Nord.
La composition du magma qui alimente la région est majoritairement composée de silice. Or, plus la concentration en silice est importante et plus le magma a la faculté d'emprisonner des gaz et des vapeurs d'eau. Lorsque ce magma riche en silice (dacite) enrichi en gaz et en vapeur remonte à la surface, il libère les vapeurs et le gaz sous forme d'explosions pouvant former des nuages de cendres et des coulées pyroclastiques. Le reste du magma dacitique est rejeté sous forme de coulées visqueuses de lave qui forment les dômes des volcans. Le magma faiblement chargé en silice (basalte) est de son côté plus fluide. Les explosions de gaz et de vapeur sont, par conséquent, moins nombreuses. La lave étant plus liquide, les coulées parcourent de bien plus longues distances.
Les coulées basaltiques dans la région sont principalement situées le long des évents alignés le long des failles locales (direction nord à nord-ouest) comme au niveau de Poison Buttes, Subglacial Buttes, Tumble Buttes et des zones de Prospect Peak-Red Cinder, Hat Creek Valley and Potato Buttes-Sugarloaf et de Red Lake Mountain.
Au nord-ouest du parc, se trouvent les Klamath Mountains (terme collectif reprenant les montagnes Siskiyou, Trinity, Salmon et Marble). À l'ouest, se situe la vallée de Sacramento. Au sud, débute la chaîne de la Sierra Nevada, tandis qu'à l'est, se trouvent le plateau de Modoc et le Grand Bassin.

## Histoire géologique

Les volcans principaux de la chaîne des Cascades sont alimentés en énergie par l'enfoncement de plaques tectoniques sous l'Amérique du Nord.

Toutes les roches en surface dans le parc ont une origine volcanique. Pourtant, ce ne fut pas toujours ainsi dans la région. Durant des centaines de millions d'années, la région a connu une succession de périodes de formations de montagnes, mais également d'immersions sous des océans. Durant ces périodes marines, de nombreux dépôts marins composés de sables, de boues et de fossiles d'animaux se sont formés avant de se transformer en roches calcaires ou en grès.
Il y a environ 70 millions d'années, la zone de la chaîne des Cascades était située sous l'océan Pacifique. Les roches qui composent les montagnes actuelles de la Sierra Nevada et des Klamath existaient déjà mais étaient encore enterrées à l'époque. Les roches des montagnes Klamath s'étaient éloignées des roches de la Sierra Nevada de 100 km vers l'ouest 70 millions d'années plus tôt. En conséquence, une faille qui se traduisait concrètement par un chenal recouvert par la mer entre la région de la Californie jusqu'au centre de l'Oregon se créa.
Il y a 70 millions d'années, débute l'orogenèse du Laramide, qui modifie le relief de toute la partie occidentale de l'Amérique du Nord. Les roches furent soulevées durant des millions d'années et la mer repoussée. Ce mouvement a affaibli en même temps la croûte terrestre, ce qui permit au magma de se frayer un passage jusqu'à la surface. Il y a 30 millions d'années, la région était occupée par de nombreux volcans en éruption et ce, jusqu'à ce que l'activité volcanique se réduise il y a environ 11 ou 12 millions d'années. La couche de cendres et de laves a pu atteindre une épaisseur de près de 3 000 m dans certaines zones, tout en formant la chaîne occidentale des Cascades, qui s'est depuis érodée et qui n'est plus visible que sous forme de collines arrondies.
Plus tard, l'activité volcanique s'accentua dans l'est de l'Oregon et de l'État de Washington. Les coulées de laves ont recouvert plus de 500 000 km2 pour former l'immense plateau de la Columbia.

### Formation du socle rocheux
Il y a entre deux et trois millions d'années, durant le Pliocène, la chaîne montagneuse de la Sierra Nevada se forma. Plusieurs coulées volcaniques apportèrent de nouveaux dépôts. Ces dépôts constituent la plus ancienne formation géologique de la chaîne des Cascades. Cette formation, dénommée formation de Tuscan, n'est pas visible en surface dans le parc mais est présente en de nombreux endroits en sous-sol. La plus ancienne coulée pyroclastique de cette formation date d'il y a trois ou quatre millions d'années, selon les sources. La partie la plus récente de cette formation est constituée de conglomérats, dont des brèches volcaniques, âgées de deux millions d'années.
L'une des sources volcaniques à l'origine de cette formation fut le mont Yana, un volcan disparu depuis dont le centre était situé à environ 5 km au sud-ouest de Butt Mountain, au sud du parc. Le mont Yana atteignit probablement plus de 3 000 m d'altitude pour près de 25 km de diamètre. La seconde source de la formation, le mont Maidu, était localisée près de Mineral. La troisième source était, quant à elle, située au nord de Latour Butte mais eut un impact plus réduit sur la formation géologique.
D'autres phénomènes volcaniques avaient lieu en parallèle dans la zone du parc. Au sud-ouest, de la lave basaltique s'écoulait près de Willow Lake avant d'être rapidement recouverte par de la lave andésitique en provenance de Juniper Lake. Ce type de lave recouvrit également près de 75 km2 du plateau central. Les géologues y ont parfois découvert des xénocristaux de quartz.
Plus tard, des coulées de laves andésitiques apparaissent dans la zone de Reading Peak et s'écoulent vers le sud et l'est pour atteindre la Warner Valley. À cette époque, la portion orientale du parc ressemble à une plaine assez plate mais des coulées en provenance de volcans situés plus à l'est parviennent sur la zone. Par la suite, l'érosion de ces coulées formera les collines visibles actuellement à la limite orientale du parc.

### Naissances et effondrements des volcans du parc

#### Mont Tehama

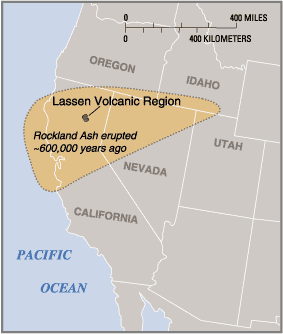
Le mont Tehama entre en éruption il y a 600000 ans et libère de nombreuses cendres et roches. Les traces de cet évènement sont visibles au niveau de Rockland Ash. L'explosion est cinquante fois plus importante que celle de l'éruption du mont Saint Helens en 1980.

Il y a entre 600 000 et 400 000 ans, des éruptions forment un important stratovolcan du nom de mont Tehama (parfois surnommé Brokeoff Volcano) au niveau du sud-ouest du parc. Il est composé d'une superposition de couches de laves andésitiques et de tephras (cendre volcanique, brèches et pierres ponces) dont le nombre croît vers le sommet.
Tehama atteint une hauteur de plus de 3 300 m alors que sa base s'étend sur 30 à 40 km2 pour un volume total de matières de 80 km3. Sa cheminée volcanique principale est localisée près de l'emplacement actuel de Sulphur Works mais une cheminée secondaire est également présente sur le côté oriental de Little Hot Springs Valley. Contrairement à certaines croyances populaires, la Bumpass Hell n'est pas une des cheminées du Tehama, car elle est située en dehors de la caldeira du volcan.

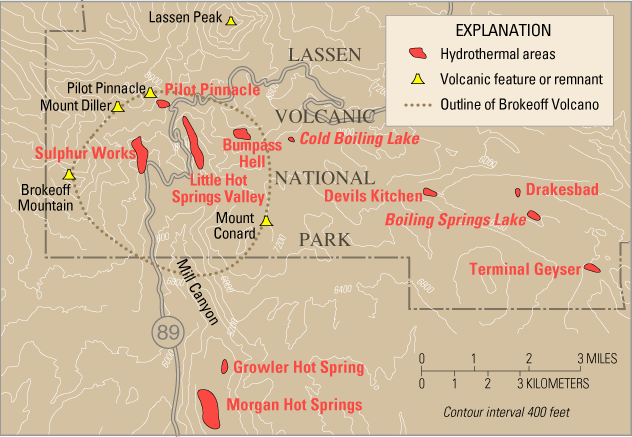
Extension du mont Tehama.

La destruction du mont Tehama pourrait avoir comme cause les lignes de failles qui le traversaient. Cette destruction aurait pu relâcher d'énormes quantités de laves sur les flancs du volcan. La destruction du volcan pourrait aussi être apparue plus lentement, à la suite de l'érosion du volcan par des glaciers. Les derniers vestiges importants de ce volcan se nomment Brokeoff Mountain, mont Conard, mont Diller, et Pilot Pinnacle. Il y a environ 300 000 ans, de nouvelles éruptions andésitiques ont lieu. Entre 250 000 et 200 000 ans, tout comme il y a 100 000 ans, des éruptions dacitiques ont également lieu.
Quatre volcans boucliers (Raker Peak, Prospect Peaks, Sifford Mountain et mont Harkness) atteignent des altitudes comprises entre 2 130 et 2 560 m aux coins du plateau central. Des laves andésitiques sont relâchées de Raker Peak, tandis que des laves basaltiques sortent des autres volcans.
Durant les 50 000 dernières années, au moins sept épisodes majeurs de coulées de dacite avec création de dômes et avec des coulées pyroclastiques ont lieu dans la zone du parc. Il y a aussi cinq coulées composées de basalte et d'andésite. Les éruptions ont lieu au niveau du pic Lassen, Chaos Crags, Sunflower Flat, Tumble Buttes, Hat Mountain et Prospect Peak. Trente plus petits volcans disséminés sont également entrés en activité en rejetant des coulées de laves basaltiques.

#### Développement du pic Lassen

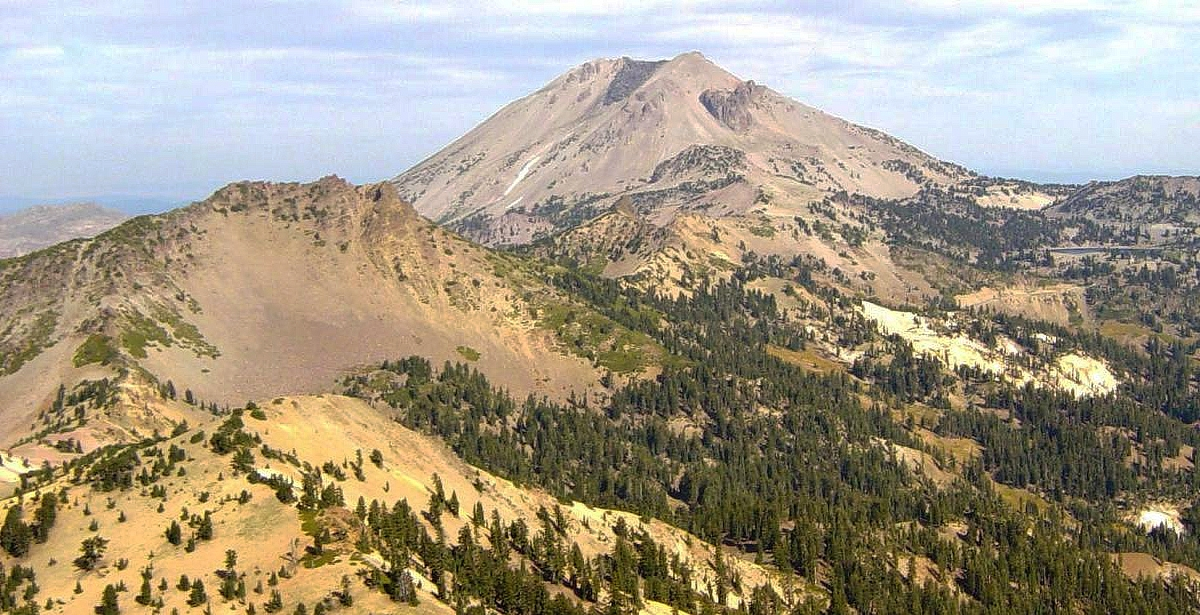
Pic Lassen vu du sommet de Brokeoff Mountain (1915).

Une datation radiométrique indique qu'une nouvelle ouverture est apparue au nord-est du Tehama il y a environ 31 000 ans à proximité du lieu où le pic Lassen est aujourd'hui situé. Des coulées dacitiques se forment vers le nord pour former une couche de 50 m d'épaisseur sur environ 50 km2,. Portant le nom de Loomis Sequence, ces coulées d'avant apparition du pic Lassen sont noires, vitreuses et encerclent le volcan actuel.
Il y a entre 31 000 et 25 000 ans, un dôme de lave se forme lors d'une éruption péléenne au travers de la couche précédemment déposée. Ce dôme, à l'origine du mont Lassen, atteint en quelques années une hauteur de 300 m au-dessus du plateau environnant. La surface de sa base augmente de plus en plus et son volume est proche de 4 km3,. Le dôme ressemble alors à celui du Chaos Crags de nos jours. Le volcan sera ensuite fortement érode par des glaciers pendant 7 000 ans, durant la glaciation du Wisconsin. L'un des glaciers présents sur le volcan s'étend à plus de 11 km de celui-ci.

#### Actions des glaciers

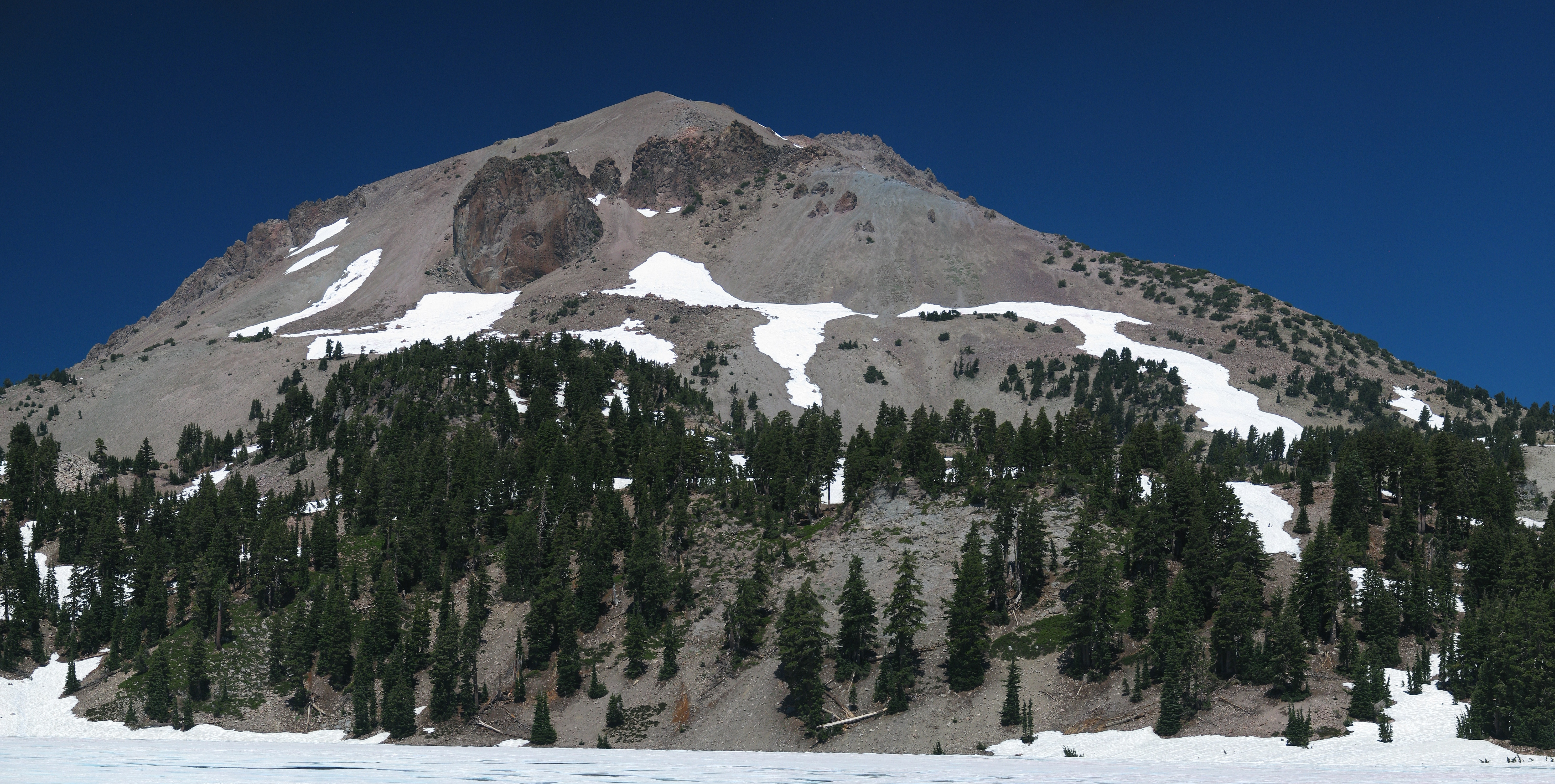
Le pic Lassen vu du lac Helen.

La glaciation a joué un rôle important mais n'a pas livré tous ses secrets. Des glaciers sont présents dans le parc durant presque tout le Pléistocène. Parfois, il s'agissait de très petits glaciers situés en altitude. De nombreux glaciers se forment sur le pic Lassen, avant de s'étendre vers Mill Creek, Blue Lake Canyon, Kings Creek Meadows, Flatiron Ridge, Warner Valley, Hat, Lost Creeks et la vallée de Manzanita.
Le Reading Peak forme un second lieu de naissance des glaciers se déplaçant vers le nord vers Hat Creek et Summit Creek. La glace se dirigeant vers le sud s'assemble avec d'autres glaciers pour se diriger dans la Warner Valley. Sur le plateau central, l'arête rocheuse reliant Hat Mountain à Crater Butte sert de ligne de partage entre la glace qui se dirige vers le nord jusque Badger Flat et Hat Creeket, celle se déplaçant vers le sud vers Corral Meadows, Kings Creek et Warner Valley. Les glaciers du mont Harkness et de Sifford Mountain se dirigent aussi vers la Warner Valley.
La crête de Saddle Mountain est une ligne de partage entre la glace allant vers le nord (lacs Snag et Butte) et la glace allant au sud vers la Warner Valley. L'épaisseur des glaciers y est légèrement inférieure à 500 m par endroits.

#### Après glaciation jusqu'auXIXesiècle
Il y a environ 1 100 ans, le Chaos Crags commence à percer. Des éboulements ont lieu sur sa face nord, probablement à la suite d'éruptions phréatiques. Ces débris se répandent sur une surface de près de 6 km2 au niveau de Chaos Jumbles. Le lac Manzanita se forme à la suite de débris tombés sur le lit du ruisseau Manzanita Creek. De la vapeur sort du dôme de Chaos Crags jusqu'en 1857.

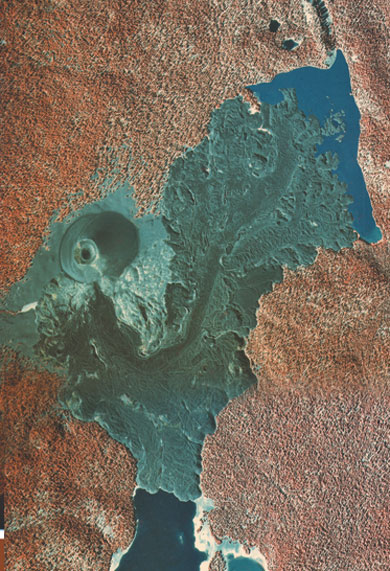
Vue aérienne du Cinder Cone et des coulées de laves de Fantastic Lava Beds.

Au milieu du XVIIIe siècle, des éruptions forment le Cinder Cone au nord-est du parc en recouvrant de débris plus de 75 km2. Les cendres forment également les Painted Dunes. Des coulées de basalte comprenant du quartz (dénommé Fantastic Lava Beds) s'écoulent du Cinder Cone et bloquent les cours d'eau alimentant le proche lac Butte pour former le lac Snag.

#### 1914 à 1921, activité du pic Lassen

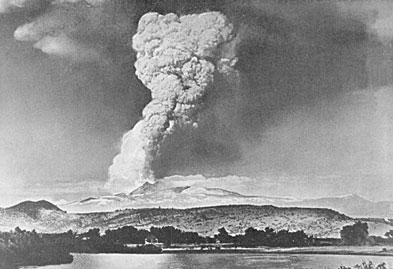
La colonne de cendres de la « Grande Explosion » du 22 mai 1915 fut visible à près de 250 km. Photographie par R.E. Stinson.

Des explosions récurrentes et à intervalles réguliers ont lieu sur le pic Lassen en 1914. Le 19 mai 1915, la lave atteint le cratère du volcan avant de s'écouler sur son flanc occidental.
Des lahars se créent sur le flanc nord à la suite de la fonte de bancs de neige. Ils s'écoulent le long du ruisseau Lost Creek, atteignent la route à l'est du parc et suivent ensuite le ruisseau Hat Creek. Une large bande d'arbres est arrachée dans la forêt voisine.
Une grande explosion forme un nouveau cratère le 22 mai 1915. Un nuage de cendres s'élève à plus de 12 000 m d'altitude. Une partie du souffle descend également le dôme en formant une coulée pyroclastique composée de gaz chauds, de rochers et de cendres. La coulée prend le même chemin que les coulées de boue du 19 mai. Des cendres retombent jusqu'à 300 m à l'est du volcan. Par la suite, l'activité décline et le volcan s'endort en 1921.
Depuis 1921, le pic Lassen s'est endormi, bien que des vapeurs sortent toujours de quelques fumerolles à son sommet et sur ses flancs. Il s'agit de la seconde plus importante éruption qu'aient connu récemment les 48 états contigus après l'éruption du mont Saint Helens en 1980.

## Risques volcaniques

### Risques directs des éruptions

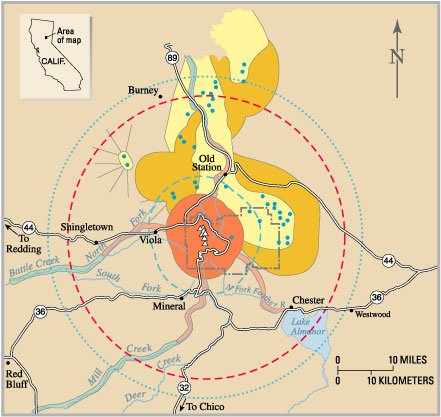
Risques volcaniques dans la région du parc national.

Durant ces 50 000 dernières années, la majorité de l'activité volcanique se réduit a de faibles ou moyennes éruptions produisant des coulées de laves basaltiques et quelques retombées de cendre. Les éruptions durent de quelques mois à quelques années tout au plus. Elles peuvent former de nouveaux cônes d'une hauteur de 300 m au maximum et déposer une couche de cendres de quelques centimètres à un mètre. Ces phénomènes, relativement peu violents et lents, n'engendrent en général pas de décès humain.

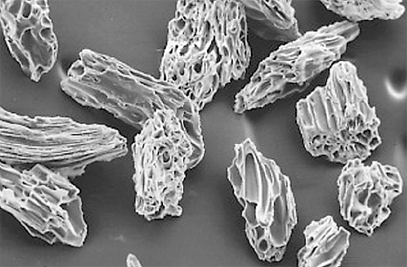
Microphotographie des cendres de Rockland Ash.

Les éruptions dacitiques débutent en général avec des explosions de vapeurs à la suite de l'échauffement de la nappe phréatique par la lave. En surface, les vapeurs et les gaz forment des colonnes verticales de poussières pouvant atteindre plusieurs kilomètres de hauteur. Il y a parfois des formations de coulées pyroclastiques pouvant dévaler rapidement les volcans sur plusieurs kilomètres. Des débris peuvent retomber à proximité du volcan, tandis que les cendres peuvent être emportées bien plus loin par les vents en présentant un danger pour les avions. Les zones à risque principales se limitent principalement au niveau des coulées pyroclastiques et de coulées de boue (lahars). En général, les cônes des volcans sont instables durant les périodes où ils se sont formés. Cela signifie qu'ils peuvent s'effondrer en partie, créant des coulées pyroclastiques.
Les lahars peuvent apparaître lorsque de la neige ou de la glace fondent rapidement et s'écoulent du volcan en arrachant des roches pour former une coulée boueuse très rapide. En 1915, les lahars ont eu un impact plus bas dans les vallées à près de 50 km.

### Risques indirects

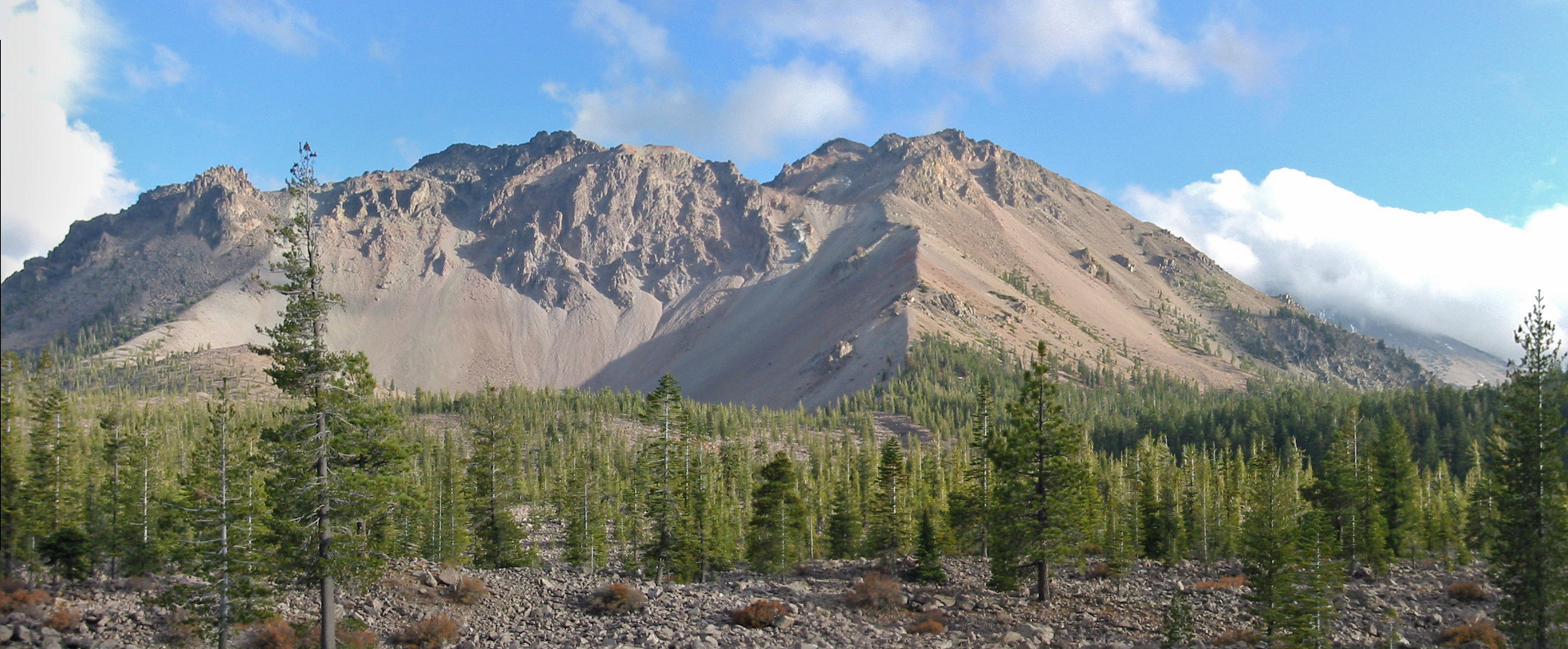
La crainte d'éboulements de rochers de Chaos Crags entraîne la fermeture du centre pour visiteurs à proximité du lac Manzanita.

Hors éruption, le risque provident en majeure partie de glissement de terrain et d'éboulement de rochers. Les dômes récents sont, en général, instables et peuvent s'effondrer. Il y a environ 350 ans, l'un des dômes de Chaos Crags a créé un glissement de terrain dénommé Chaos Jumbles. Ces glissements peuvent parcourir plusieurs kilomètres. Ils peuvent être causés par un tremblement de terre ou par la rupture de zones moins résistantes du volcan. Durant l'été 1994, un éboulement de 10 000 m3 de roches s'est produit au nord-est du pic Lassen. Les coulées de boue peuvent également se produire lors de périodes de fortes précipitations.
L'activité volcanique dans le parc se résume aujourd'hui à des sources d'eau chaude, des mares de boue et des fumeroles surtout autour de la caldeira du mont Tehama. L'eau qui sort du sous-sol est souvent proche de la température d'ébullition de l'eau. La plus haute température mesurée d'une projection de vapeur en sortie de la fumerolle de Big Boiler était de 161 °C. La température, mais aussi l'acidité de l'eau et des boues, présentent également un certain risque.

## Activité géothermale

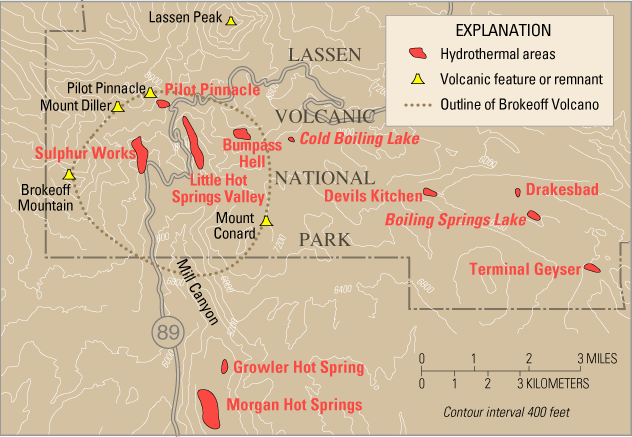
Carte des zones géothermales dans le parc.

Plusieurs zones du parc national se caractérisent par des sources chaudes, des mares de boue et des fumerolles actives. La plupart de ces zones sont situées à proximité de la caldeira du mont Tehama. Ces zones se nomment Bumpass Hell, Sulphur Works, Little Hot Springs Valley, Cold Boiling Lake et Devil's Kitchen. La température des eaux est proche du point d'ébullition, qui varie selon l'altitude (92 °C à Bumpass Hell et 88 °C au nord-ouest du pic Lassen).
L'activité des sources varie au gré des saisons. Au printemps et au début de l'été, les eaux sont abondantes grâce aux précipitations mais en été les sources se tarissent lorsque le climat devient plus sec. Les sources bouillonnantes se transforment ainsi en mares de boue puis en fumerolles au fil du temps. Il n'y a, en revanche, pas de vrai geyser à l'intérieur du parc.
Les émanations qui sortent des sources sont essentiellement composées de vapeurs d'eau et de dioxyde de carbone, bien que quelques autres gaz soient présents en très faibles quantités. Les émanations peuvent réagir avec les roches proches et parfois former de l'opale ou du kaolin en fonction de la température ainsi que de l'acidité. Des dépôts de soufre, de pyrite et de quartz sont également présents à proximité.

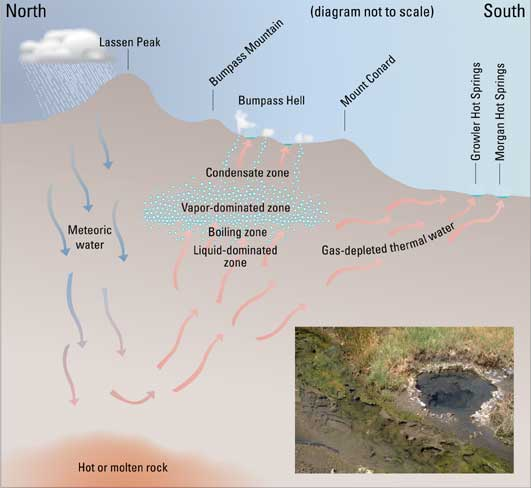
Système hydrothermale de Lassen.
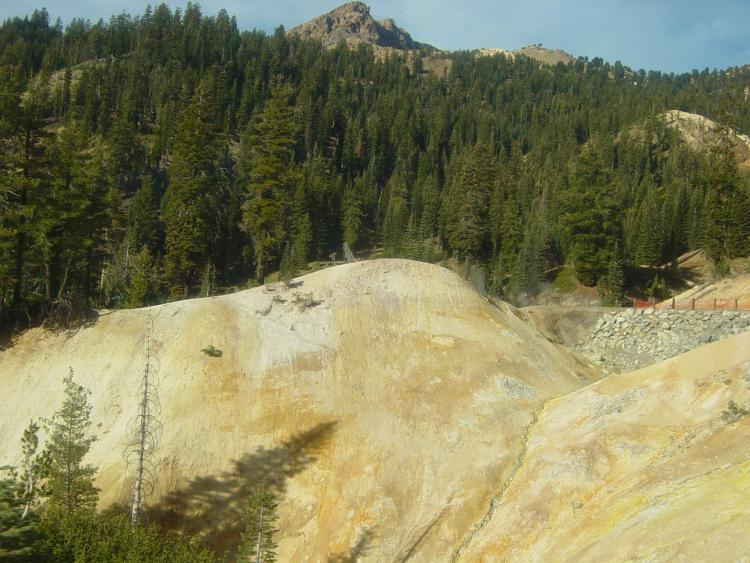
Sulphur Works.
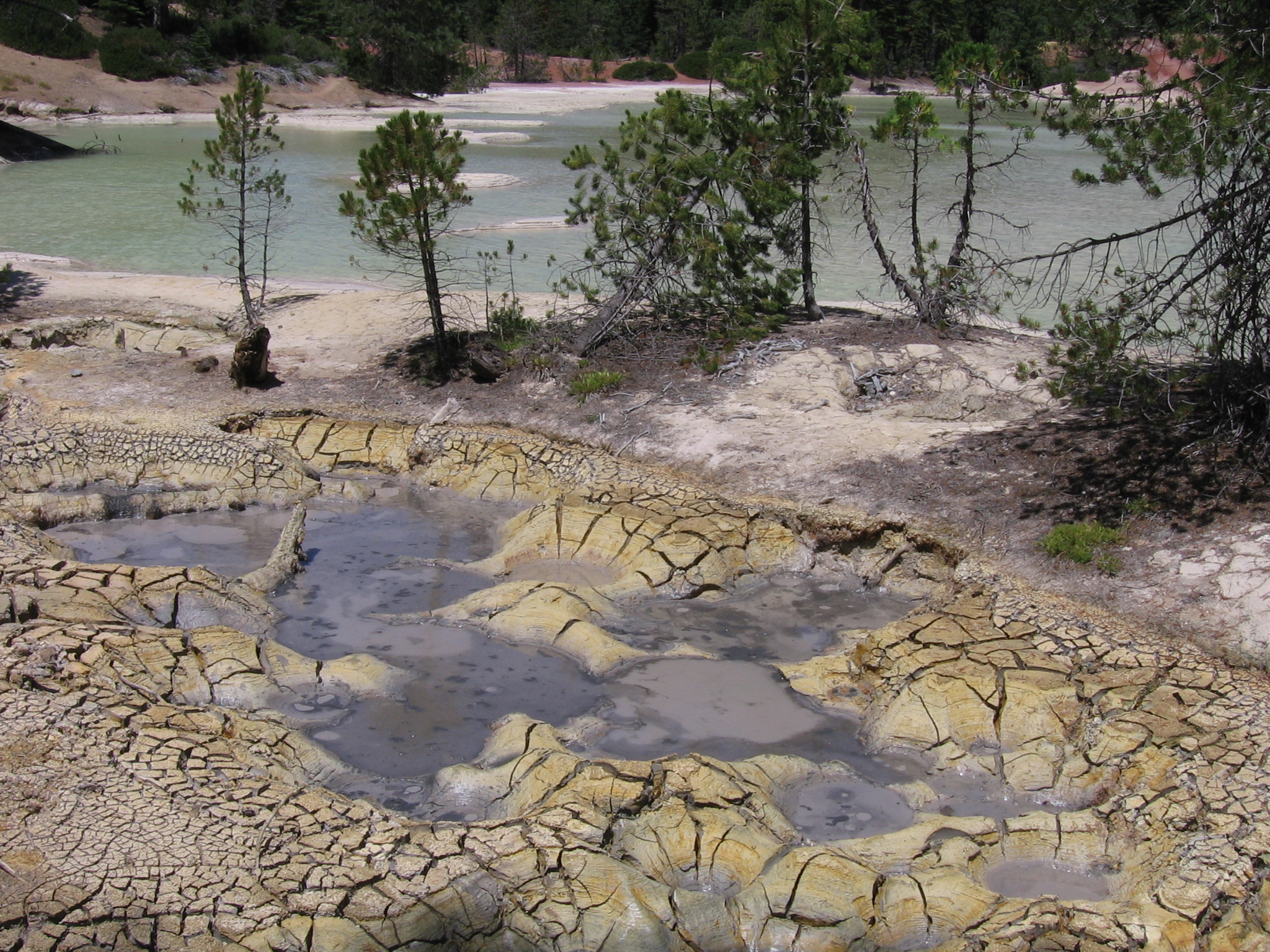
Boiling Springs Lake.

### Sulphur Works et Little Hot Springs Valley
Les roches volcaniques au niveau de Sulphur Works et Little Hot Springs Valley ont été altérées chimiquement pour former un sol limoneux très coloré. Les dépôts de laves ont ainsi été altérés par de l'acide sulfurique et ont pris une teinte rouge à jaune. On y trouve également des dépôts d'oxyde de fer. De la zone, se dégage une odeur d'œuf pourri à la suite de la présence de Sulfure d'hydrogène (H2S).

### Bumpass Hell
Bumpass Hell (littéralement « Enfer de Bumpass »), qui s'étend sur plus de 6 ares, est une zone couverte de sources chaudes, de fumerolles et de mares de boue. Le lieu tire son nom d'un cow-boy dénommé Kendall Vanhook Bumpass et qui travaillait dans la région dans les années 1860. Un jour, ce dernier marcha sur une croûte séchée située au-dessus d'une mare de boue très chaude. La croûte s'est alors rompue et l'infortuné s'est brûlé une jambe. De retour en ville, il parla de la zone comme de l'enfer (Hell en anglais). Un journaliste fut intéressé par le récit et demanda à Bumpass de lui montrer l'endroit. Ce dernier accepta, mais il repassa à nouveau à travers une croûte et se rebrûla la jambe, qui fut cette fois amputée.

Bumpass Hell, Géologie de la région volcanique de Lassen
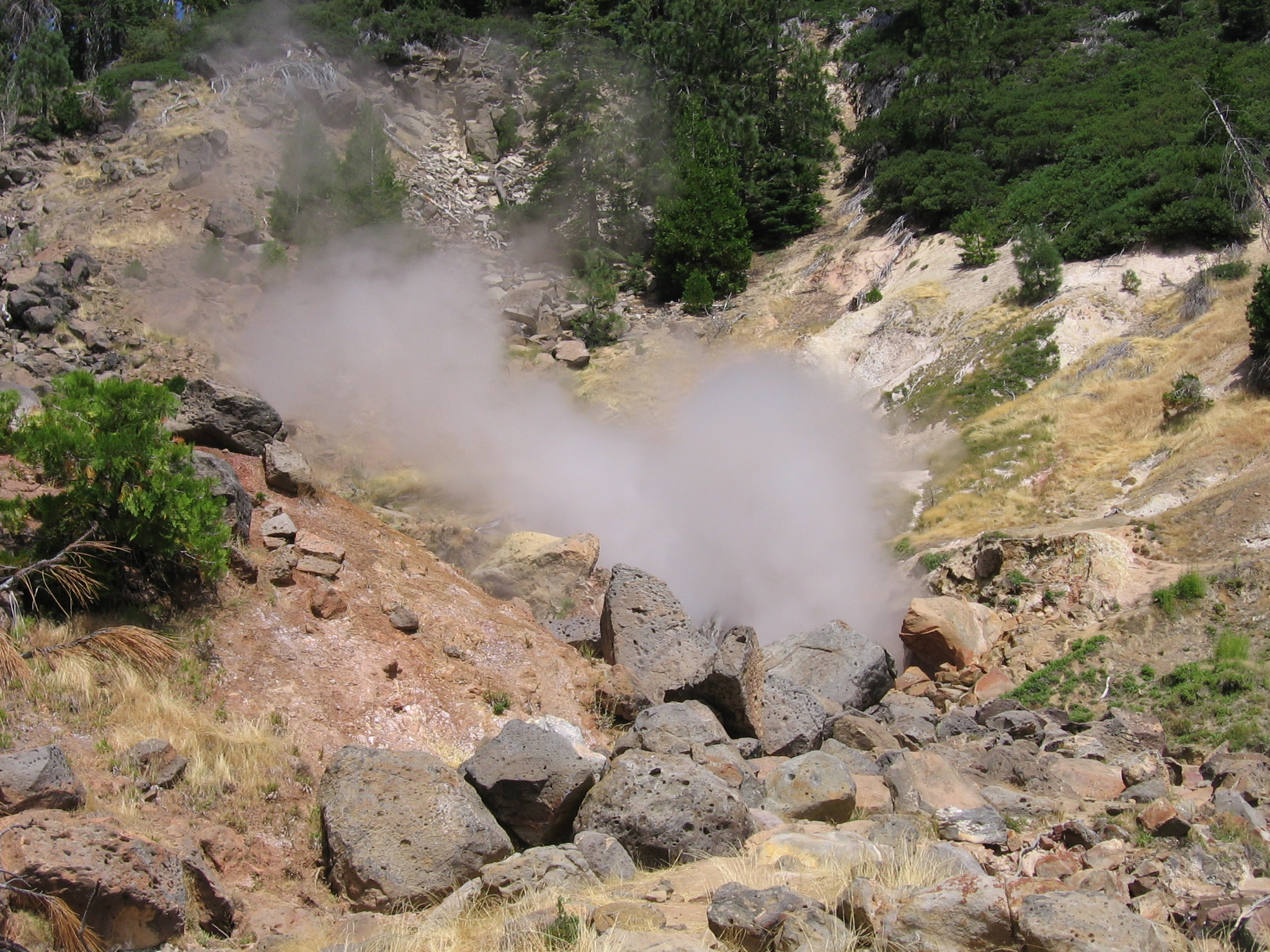
Terminal Geyser.
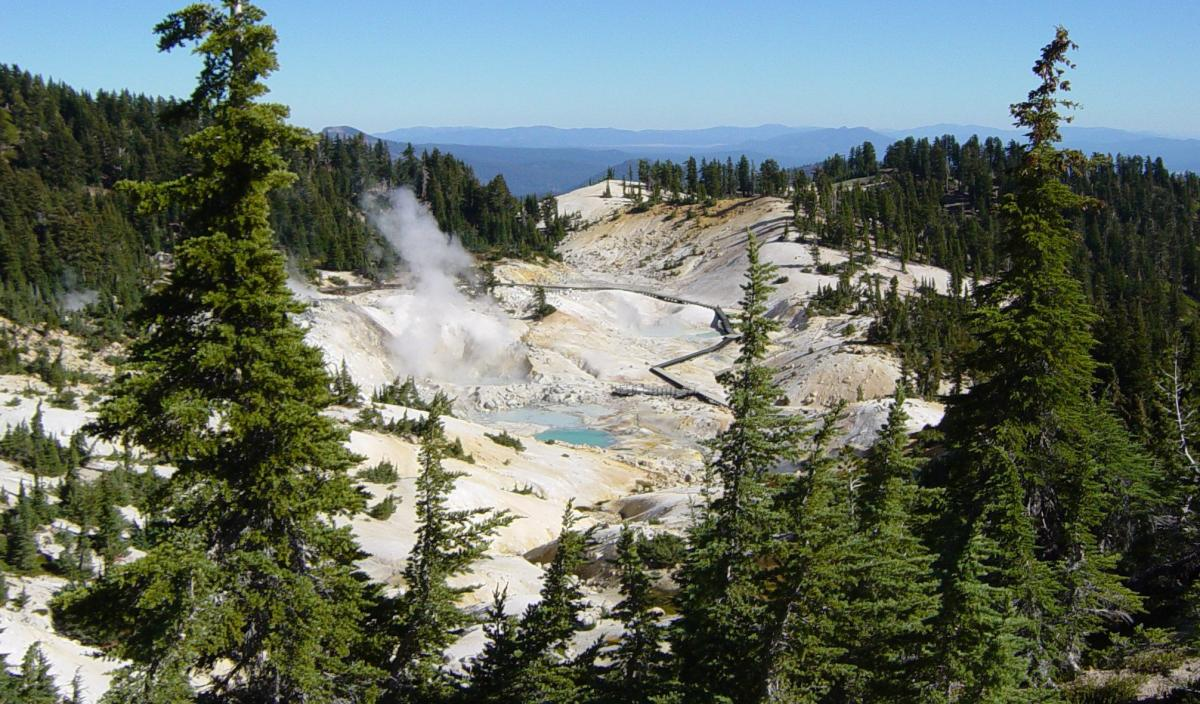
Mares en ébullition à Bumpass Hell.
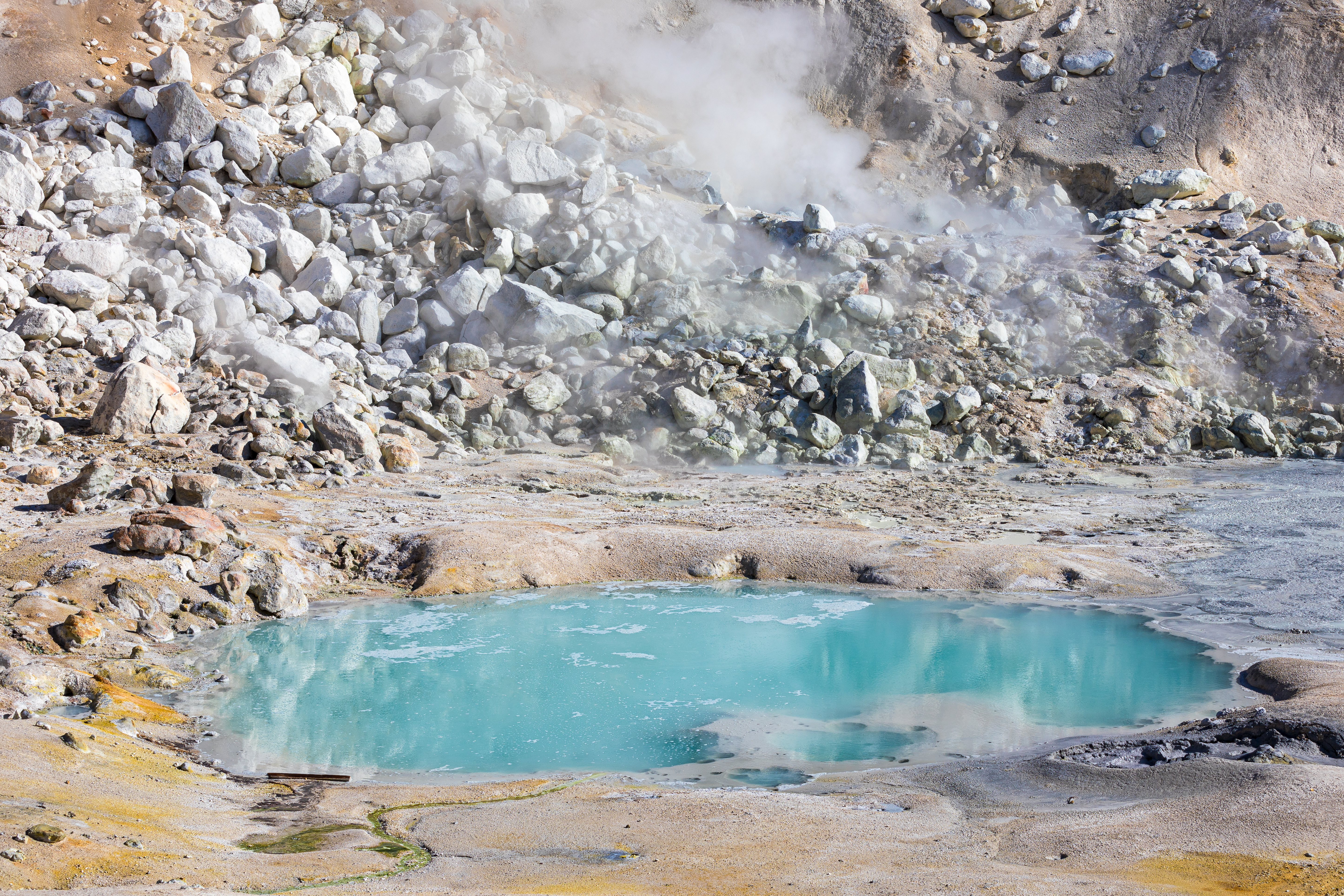
Mare d'eau colorée à Bumpass Hell. Octobre 2019.

### Devils Kitchen
À environ 11 km au sud-est du pic Lassen, se trouve Devils Kitchen (littéralement « Cuisine des Démons »). Les eaux des sources chaudes y sont tellement acides qu'elles ont creusé des trous et des puits dans les roches.

### Terminal Geyser
Situé au sud-est du parc, le Terminal Geyser n'est pas un vrai geyser. Il s'agit plutôt d'un ruisseau d'eau froide qui passe à travers une cheminée à vapeur.

### Boiling Springs Lake
Situé juste au nord-ouest du Terminal Geyser, le Boiling Springs Lake (littéralement « Lac des sources bouillonnantes ») est un lac d'eau chaude délimité à l'ouest par des fumerolles et des mares de boue.